# Sulfid chromitý
Sulfid chromitý je anorganická sloučenina se vzorcem Cr2S3, jedná se o hnědou až černou pevnou látku. Sulfidy chromu jsou často nestechiometrické sloučeniny se vzorci od CrS do Cr0,67S (odpovídajícím Cr2S3).

## Příprava
Sulfid chromitý se připravuje reakcí stechiometrické směsi síry a chromu při 1 000 °C
{\displaystyle \mathrm {2\ Cr+3\ S\longrightarrow Cr_{2}S_{3}} }
Ve vodě se tato látka nerozpouští. Pomocí rentgenové krystalografie bylo určeno, že jeho struktura odpovídá kombinaci struktur arsenidu niklitého (se stechiometrií 1:1) a hydroxidu kademnatého (majícího stechiometrii 1:2). Vazby mezi atomy chromu mají délku 278 pm.